# 泰勒·斯威夫特圣诞特辑
《泰勒·斯威夫特圣诞特辑》（原名《节日之声：泰勒·斯威夫特圣诞特辑》 ）是美国歌手兼作词家泰勒·斯威夫特的圣诞迷你专辑。专辑由大机器唱片于2007年10月14日首次发行，仅在美国的塔吉特百货商店和线上商店发行。该专辑本来是2007年圣诞节的限量发行，但于2008年12月2日重新发行于iTunes和亚马逊网站平台 ，2009年10月再次发行于塔吉特百货商店。这张专辑收录了圣诞歌曲的翻唱版本和两首泰勒·斯威夫特的原创曲目，《圣诞回忆》和《圣诞节的意义》，所有歌曲都具有乡村流行乐风格。
这张迷你专辑乐评良好，有些乐评家甚至更期待一整张的专辑。这张迷你专辑在美国取得了不错的商业成绩，在公告牌二百强专辑榜上排名第二，在圣诞专辑榜单上排名第一。泰勒·斯威夫特已在多处演唱此专辑里的歌曲。

## 背景与作曲
关于《泰勒·斯威夫特圣诞特辑》的首次发行，泰勒·斯威夫特与美国零售公司塔吉特百货达成了合作。这张专辑在美国的塔吉特百货商店及其线上网站进行独家限量发行。专辑封面来自她的歌曲《泪洒吉他》(2007)的音乐视频。 2009年10月6日，塔吉特百货重新发行了这张迷你专辑，并在iTunes Store数字媒体网络商店和亚马逊网站提供了数字专辑，二者均对其封面进行了细微调整，并将《节日之声：》从名称中删去，将其简化为《泰勒·斯威夫特圣诞特辑》。
《泰勒·斯威夫特圣诞特辑》属于乡村流行乐风格的圣诞音乐。这张专辑主要由圣诞歌曲和圣诞颂歌的翻唱组成。专辑的首支曲目是威猛乐队《去年圣诞》的翻唱，这首歌来自他们1986年的专辑《天边的音乐》。原创曲目《圣诞回忆》由泰勒·斯威夫特、 利兹·罗斯和内森·查普曼共同创作。在歌词上，这首歌着眼于主人公过往圣诞节的幸福回忆。歌词还表达了眼下的圣诞节比之前的圣诞节更难让人开心起来。这是泰勒·斯威夫特迄今为止唯一一首与内森·查普曼共同写谱写的歌曲。在他们其他所有合作中，内森·查普曼只是制作人，而泰勒·斯威夫特本人，有时甚至包括其他歌曲作者，也参与了这一角色。泰勒·斯威夫特还翻唱了1953年的歌曲《圣诞宝贝》，原唱来自厄莎·凯特。圣诞颂歌《平安夜》也是翻唱，在音乐表现上有所不同，从钢琴演奏改成了吉他弹唱。泰勒·斯威夫特的歌声也比传统版本的来得更欢快一些。《圣诞节的意义》是专辑里的第二首原创歌曲，由泰勒·斯威夫特独立创作。歌词表达了庆祝圣诞节的原因，是对基督教中耶稣诞生的庆祝。结束曲目是欧文·柏林的《白色圣诞节》的翻唱，这首歌从宾·克罗斯比1942年的同名专辑中开始流行开来。

## 乐评
这张迷你专辑普遍受到好评。Allmusic的史蒂芬·托马斯·艾尔维恩说，《泰勒·斯威夫特圣诞特辑》中的歌曲“都是清脆开朗的曲目，既适合圣诞季，又有她的乡村音乐风格。” CMT的克雷格·谢尔本说：“因为这位年轻歌手，新一代的感性女孩们可能有机会喜欢上这版忧郁而又悠扬的《去年圣诞》。她还加入了两首自己原创的圣诞歌曲。”《犹他新闻》的评论认为该专辑太短，只有6首歌曲，但也能算完成了任务。Country Standard Time的丹·麦克林托什总结道：“泰勒·斯威夫特是一位出色的歌手，她能够将真诚情感注入她演唱的每一句歌词中。人们都说浓缩的都是精华。泰勒·斯威夫特的新专辑则恰好印证了这句话。”《公告牌》杂志将这张专辑列为二十一世纪的最佳圣诞专辑第18位。

## 商业表现
在截至2007年12月8日的一周中，《泰勒·斯威夫特圣诞特辑》在公告牌二百强专辑榜上以第88位的身份首次亮相。接下来的一周，该迷你专辑在同个榜单达到了第46位的新排名。在2009年再次发行之后，这张专辑再次进入了公告牌二百强专辑榜，最高位列第20名，并将其在榜时间延长至二十四周。在2007年的圣诞季，该专辑位于公告牌乡村音乐专辑榜第18位，在公告牌节日专辑榜中排名第22位。在2009年的圣诞季，其在公告牌乡村音乐专辑榜和公告牌节日专辑榜中均达到第14位。在2010年的圣诞季，该专辑再次进入了公告牌节日专辑榜并获得了第一名。截至2019年7月，这张迷你专辑已在美国售出108万张。

## 宣传
泰勒·斯威夫特于2007年11月28日在纽约洛克菲勒中心演唱了《泰勒·斯威夫特圣诞特辑》中的《平安夜》，并由《今日秀》播出。泰勒·斯威夫特演唱时身穿黑色长裙和一件白色冬日外套，弹着嵌有水钻的原声吉他。而后，她于2007年11月29日，在位于密苏里州圣查尔斯的家庭竞技场演唱了《圣诞回忆》，这也是她2007年Jinglefest演唱会的一部分。同年12月8日，她在明尼苏达州布鲁明顿的美国购物中心演唱了《圣诞宝贝》。泰勒·斯威夫特于2007年的圣诞节再次登上《今日秀》，演唱了《圣诞回忆》和《平安夜》。
除了《圣诞节的意义》之外的所有曲目都在多个国家的电台广播播放，因此这些歌曲也都进入了公告牌热门乡村歌曲榜：《去年圣诞》最高排名第28位；《圣诞回忆》最高位于第48位；《圣诞宝贝》最高位于第43位；《平安夜》最高位于第54位；《白色圣诞节》最高位于第59位。